# Policyjny Klub Sportowy Katowice
Policyjny Klub Sportowy Katowice – wielosekcyjny klub sportowy z Katowic.

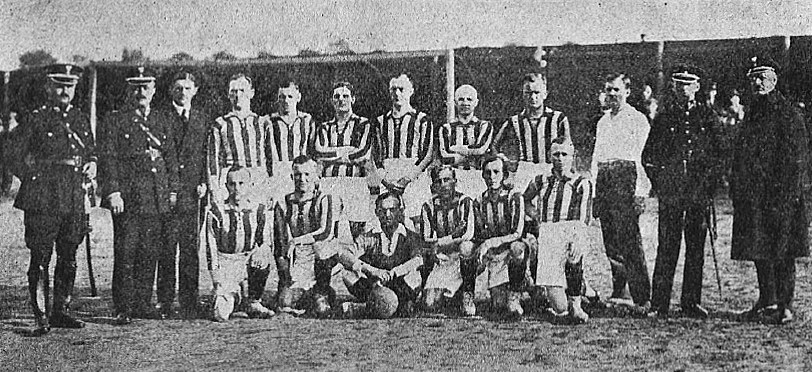
Drużyna piłkarska i działacze klubu w 1924

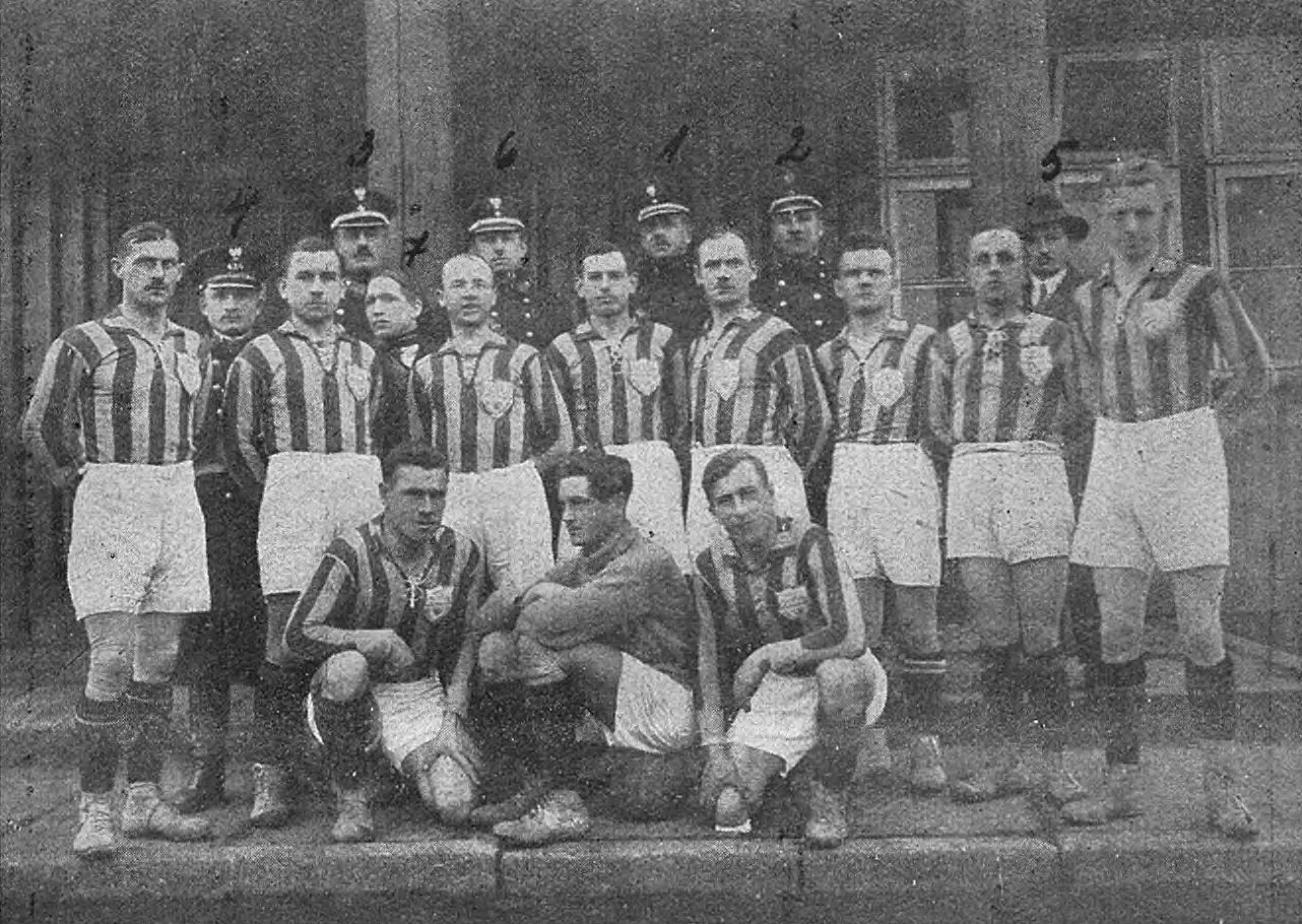
Drużyna piłkarska klubu w 1925

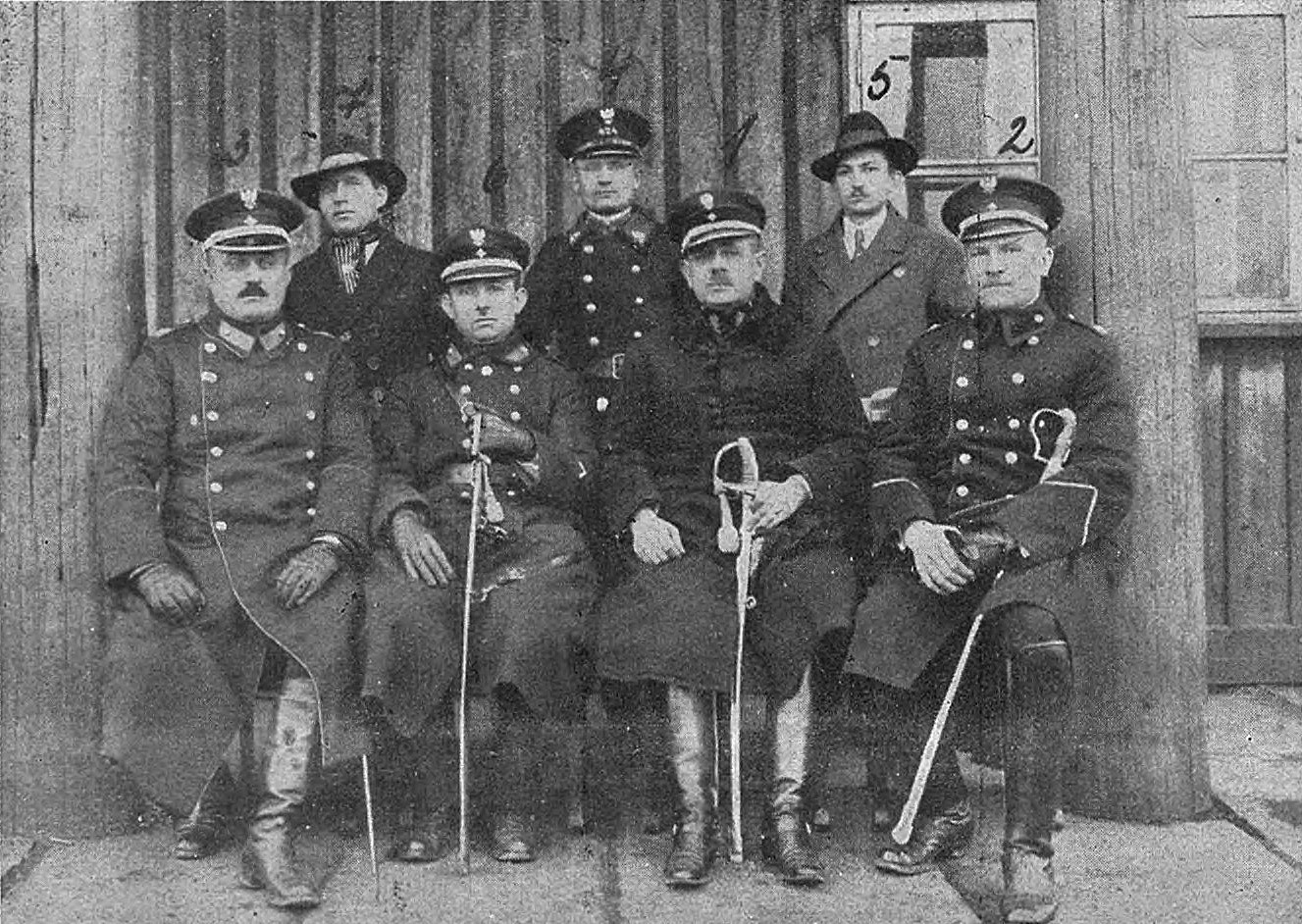
Zarząd klubu z prezesem insp. Karolem Niewiadomskim (1925)

## Historia
Założony został w 1924 roku pod nazwą „Policyjny Klub Sportowy”, a prezesem klubu został komendant na miasto i powiat Katowice, Karol Niewiadomski. W 1926 roku działaczem klubu został podkom. Piotr Urbańczyk i był jego prezesem do 1929 roku. Od 1945 roku działał pod nazwą „Wojewódzki Milicyjny Klub Sportowy” (WMKS), natomiast w 1949 roku przyjął nazwę „Gwardia Katowice”. Aktualnie nosi on nazwę „KS Gwardia 1924 Sosnowiec”.
W 1947 roku klub brał udział w Mistrzostwach Polski w piłce nożnej.

## Sekcje
- Szermierka
  - złoty medal w szpadzie w Mistrzostwach Polski w 1936 roku – Antoni Sobik
  - złoty medal w szabli w Mistrzostwach Polski w 1936 roku – Antoni Sobik
  - złoty medal w szabli w Mistrzostwach Polski w 1937 roku – Antoni Sobik
  - złoty medal w szpadzie w Mistrzostwach Polski w 1938 roku – Teodor Zaczyk
  - złoty medal w szabli w Mistrzostwach Polski w 1939 roku – Antoni Sobik
- Boks
  - drużynowy wicemistrz Polski w 1933 roku
- Gimnastyka
- Hippika
- Hokej (zobacz: Gwardia Katowice (hokej na lodzie))
- Judo
- Kolarstwo
- Koszykówka
- Narciarstwo
- Piłka nożna
- Strzelectwo
- Tenis
- Żużel (zobacz: Gwardia Katowice (żużel))
- Pływanie (19 tytułów Mistrza Polski, w tym: 18 w pływaniu, 1 w skokach do wody; 23 rekordy Polski)

## Zawodnicy
Bokserzy
Reprezentanci Polski w piłce nożnej
- Wojciech Rudy – uczestnik m.in. MŚ 1978
- Walerian Kisieliński
- Ewald Dytko – uczestnik m.in. MŚ 1938